# Краткая история кыргызов
«Мухтасар Та‌рих-и Кыргызийа» («Краткая история кыргызов») — исторический труд на кыргызском языке, созданный Осмонаалы Сыдыковым и изданный в 1913 году в городе Уфа. Издание данного исторического труда является одним из самых важных событий в истории кыргызской литературы и культуры.
Книга «Мухтасар Тарих-и Кыргызийа» является краткой версией другого исторического труда — «Тарих-и кыргыз Шадмания», опубликованого годом позже. В обоих трудах автор попытался изложить историю кыргызских племён — от их древнейших предков до недавних вождей и правителей, также он писал об исторической науке, её значении, сведениях о традиционной генеалогии кыргызов, происхождении и разделении кыргызских племён и исторических кыргызских личностях.

## Описание книги

### Издание книги
Труд «Мухтасар Тарих-и Кыргызийа» был издан в 1913 году в городе Уфа в издательстве «Шарк». Книга была издана на кыргызском языке на арабской вязи. Сам автор данного исторического труда не принимал участия в издании. Н. А. Казакова предполагает, что скорее всего, поэтому, кыргызские предложения в некоторых местах были изменены, из-за чего позже возникли трудности при транскрипции с арабицы на кириллицу.

### Немного об авторе
Осмонаалы Сыдыков — первый кыргызский историк, санжырист и этнолог, обладавший обширным знанием кыргызских традиций и т.д.. Он учился в джадидской школе и получил высшее образование в Бухаре. Осмонаалы Сыдыков на протяжении многих лет собирал материалы и сведения об истории и происхождении кыргызов.

## История изучения
Труд Осмонаалы Сыдыкова изучался по-разному, в зависимости от эпохи. Все исследования и работы можно разделить на два основных периода:  
- Исследования и публикации советского периода. ➤
- Новые исследования и работы с обновлённым подходом, появившиеся после обретения независимости. ➤

### Советский период
В советский период, изучение творчества некоторых деятелей науки и культуры Кыргызстана дореволюционного периода долгое время находилось под запретом. Ещё одной причиной недостаточной изученности произведения Осмонаалы Сыдыкова стали классовый подход и идеологическая направленность в исторической науке СССР.
Первое упоминание о труде Осмоналы Сыдыкова встречается в академическом издании «История Киргизской ССР» (1968 год). Однако там его работа была представлена в негативном свете — с идеологическими ярлыками, обвиняющими его в «восхвалении баев и манапов».
Во 2-томе «Истории Киргизской ССР», изданном в 1986 году, в отношении О. Сыдыкова было высказано следующее:

В своих писаниях он пытался обосновать положение о бесклассовости киргизского и казахского народов как в прошлом, так и в настоящем, и по существу проповедовал буржуазно-националистические взгляды о некоей «единой» мусульманской нации и ее самостоятельном развитии.— «История Киргизской ССР». Т. 2. 1986.
Также его обвинили в поддержке пантюркизма и зарождавшегося «буржуазного национализма». Кроме того, в этом же издании 1986 года, первое слово его труда «Мухтасар Тарих-и Кыргызийа» («Краткая история кыргызов») было ошибочно напечатано как «муктаси» (вместо правильного «мухтасар»):

Одним из выразителей феодальной и сторонником зарождавшейся киргизской буржуазной идеологии был Осмонаалы Сыдыков. Воспитанник новометодной школы, он издал книги: «Муктаси тарихи Кыргызия» («Краткая история киргизов») и «Тарихи кыргыз Шадмания» («История Шабданов»)...— «История Киргизской ССР». Т. 2. 1986.
Первыми, кто обратил внимание на труды Осмонаалы Сыдыкова, стали кыргызские учёные из Синьцзяня — Анвар Байтур, Ыбрай Айса и Нооруз Усенаалы. Нооруз Усенаалы отметил, что труд «Мухтасар Тарих-и Кыргызийа» был получен от Усейин-ажы, члена Политического совета Кызылсуйского автономного округа. Н. Усенаалы также указал, что чагатайская письменность в этой книге была транскрибирована на современную арабскую графику кыргызов Китая, и при подготовке текста к печати не было допущено никаких искажений.
В 1989 году ученый-академик Кусейин Карасаев перевёл «Мухтасар Тарих-и Кыргызийа» на современный кыргызский язык, а также стал первым, кто провёл анализ содержания, языковых и орфографических особенностей этого произведения.

### После обретения независимости
В 2014 году прошли международные научные конференции, посвященные 100-летию со дня публикации трудов О. Сыдыкова. В частности, в Кыргызско-Турецком университете «Манас» состоялась конференция, где прошла презентация книг Осмонаалы Сыдыкова — «Мухтасар Тарих-и Кыргызийа» и «Тарих-и кыргыз Шадмания». В издание вошли оба произведения Сыдыкова, его биография, а также научные и научно-популярные статьи современных исследователей, изучавших его наследие, и воспоминания о нем.
В том же году к 100-летнему юбилею трудов О. Сыдыкова издательство «Турар» выпустило книги «Мухтасар Тарих-и Кыргызийа» и «Тарих-и кыргыз Шадмания», предисловие к которым написал М. Кожобеков.

## Содержание
В «Мухтасар Тарих-и Кыргызия» соблюдена традиция мусульманской санжыры: после поэтического и прозаического вступления изложена родословная всего человечества. Родословная начинается с Адама и Евы (Обо-эне), далее упоминается Нух (библейский Ной) и его три сына — Хам, Сам и Йафес. Потомки Йафеса делятся на ариев и туранцев (кирг. туранийлер). К туранцам автор относит народы Азии: кыргызов, татар, османов (турок), калмыков, японцев, финнов, дунган, китайцев, индо-китайцев, казахов и др.
Книга содержит детальную информацию о кыргызских племенах и некоторых исторических личностях. Старшим сыном Йафеса назван Тюрк. В разделе, посвящённом тюркским племенам, автор приводит традиционную для мусульманских народов версию происхождения тюрко-монгольских племён, после чего переходит к перечислению кыргызских племён. В основном, в труде подробно рассмотрены санжыра северокыргызских племён.

## Значение
Уникальность «Мухтасар Тарих-и Кыргызийа» заключается в том, что эта книга была одной из первых опубликованных книг на кыргызском языке. А. К. Сатыбалдиева считает данный труд одним из значительных книг, так как в ней широко представлена санжыра кыргызов. Н. А. Казакова пришла к выводу, что можно быть уверенным в правдивости и достоверности в предоставленой Осмонаалы Сыдыковым информации об исторических личностях.

### Книги
- Осмонаалы Сыдыков[кирг.]. Тарих кыргыз Шадмания: Кыргыз Санжырасы / Х. Карасай уулу. — Фрунзе: «Кыргызстан», 1990. — 112 с. — ISBN 5-655-00722-3.
- Э. Асанов. Кыргыз тарыхы боюнча кыскача энциклопедия. — Бишкек, 2003. — 285 с.
- О. Ибраимов. История кыргызской литературы XX века / отв. ред. В. И. Шаповалов, рец. Л. Укубаев, Б. Т. Койчуев. — Бишкек, 2014. — 544 с. — ISBN 978-9967-19-166-2.
- Осмонаалы Сыдыков[кирг.]. Мухтасару Тарихи Кыргызия / مُختَصَر تاريخ قرغزيا. — Уфа: Шарк, 1913. — 78 с.

### Статьи
- Н. А. Казакова. XIX век: Киргизские литераторы, изданные в Уфе и Казани // Международный журнал экспериментального образования. — Бишкек: МУ Ала-Тоо, 2017. — № 3. — С. 162—164.
- А. К. Карыева. Развитие просветительства в Кыргызстане в начале XX века // Вестник науки и образования. — Бишкек, 2017. — Т. 2. — С. 27—31.
- А. К. Сатыбалдиева. Санжира как письменное наследие кыргызов // Экономика и социум. — Бишкек, 2015. — № 6 (19). — С. 865—871.
- М. А. Сатимкулова. Научное изучение историко-письмпенного наследия Осмонаалы Сыдыкова (киргиз.) // Новые технологии и инновации Кыргызстана. — Бишкек, 2022. — Ном. 1. — Б. 158—161.
- К. У. Усенбаев, А. Б. Джаманкараев, Р. Е. Доронбекова, В. Я. Галицкий. Развитие культуры Киргизии во второй половине XIX — начале XX в // История Киргизской ССР  / глав. ред. сов: С. И. Ильясов, А. К. Каниметов, К. К. Каракеев, И. И. Минц, А. М. Молдокулов,  В. М. Плоских, С. Т. Табышалиев, В. П. Шерстобитов. — Фрунзе: Издательство «Кыргызстан», 1986. — Т. 2. — С. 193—239.